# Paul Gerlach
Paul Gerlach, né le 19 avril 1888 à Berlin et mort le 10 octobre 1944 dans le camp de concentration d'Oranienbourg-Sachsenhausen, est un journaliste et homme politique allemand.

## Biographie
Ouvrier compositeur-typographe de formation, il travaille initialement de manière itinérante à travers l'Allemagne et l'Autriche. En 1912 il est employé comme rédacteur au journal social-démocrate Düsseldorfer Volkszeitung à Düsseldorf. Il quitte cet emploi en 1915 lorsqu'il est mobilisé comme soldat pour la Première Guerre mondiale. Il est gravement blessé en 1916, et est démobilisé comme invalide de guerre. De 1918 à 1922 il est le rédacteur en chef du journal Düsseldorfer Freie Presse,. En 1920 il co-fonde la branche de Düsseldorf de l'association caritative Arbeiterwohlfahrt, dont son épouse Hedwige Gerlach devient la première présidente.
Dans le même temps, en 1918 il est élu conseiller municipal à Düsseldorf, avec l'étiquette du Parti social-démocrate (SPD) ; il occupe cette fonction jusqu'en 1928. En 1919 il est élu au Parlement provincial de Rhénanie. En 1922, il est nommé responsable de l'office social des mutilés de guerre à l'administration provinciale rhénane. En 1926, il est élu président du Parti social-démocrate pour le Bas-Rhin. Il s'engage dans l'organisation paramilitaire Reichsbanner Schwarz-Rot-Gold qui vise à défendre la république de Weimar et la démocratie parlementaire face à la montée en popularité de l'extrême-droite nazie et de l'extrême-gauche communiste,,.
Aux élections législatives de 1928 il est élu député de la circonscription de Düsseldorf-est au Reichstag. Il y est réélu aux élections anticipées de 1930, de juillet 1932,  de novembre 1932 et de mars 1933. Ces dernières, qui se déroulent dans un climat de terreur orchestré par les nazis, sont les dernières élections multipartites avant l'instauration de la dictature totalitaire du Troisième Reich. Comme les autres sociaux-démocrates, sous la direction d'Otto Wels, il vote contre la loi de mars 1933 donnant les pleins pouvoirs au chancelier Adolf Hitler, loi adoptée avec les voix des députés de droite et du centre-droit,,.
Avec l'arrivée au pouvoir des nazis, il est arrêté et incarcéré au camp de concentration de Lichtenburg. Relâché en 1934, il est arrêté à nouveau brièvement en 1935. En août 1944, il est arrêté une troisième et dernière fois, dans le cadre de l'Aktion Gitter, la vague d'arrestations massives d'anciens élus et de syndicalistes après le complot du 20 juillet 1944. Transféré au camp de concentration de Sachsenhausen, il y meurt dès octobre dans des circonstances peu claires,.
Il est l'un des anciens députés commémorés par le Mémorial en souvenir des 96 membres du Reichstag assassinés par les nazis, devant le palais du Reichstag. Depuis 1996, l'établissement hospitalier aidant à l'insertion professionnelle des handicapés mentaux et géré par l'Arbeiterwohlfahrt à Düsseldorf, la Paul-Gerlach-Haus, porte son nom.